# Христинка Сотирова
Христинка Сотирова – Братанова е българска тенисистка, родена на 20 октомври 1950 г. Състезателка е на България за Фед Къп.
Заедно с Любка Радкова и Диана Москова участват в първи кръг на Световната група през 1975 г., където България губи от Франция с 3-0.
Понастоящем е координатор по тенис за хора в инвалидни колички към БФТ.